# パンチコ
パンチコ（英語: Panchiko）は、イギリスのオルタナティヴ・ロック・バンドである。
1997年に結成。自主制作盤CDを約30枚制作したのみで2001年に解散したが、2016年に4chanで再発見され、ロストウェイヴとして話題となり、2020年に再結成した。スタイルとしてはドリーム・ポップ、ノイズポップ、シューゲイザー、トリップ・ホップ、ネオ・サイケデリアなど多様なジャンルを融合している。

## 歴史

### 1997年-2001年: 結成～1st EP『D>E>A>T>H>M>E>T>A>L』～そして解散
パンチコは1997年から1998年にかけて、イングランドのノッティンガム出身の当時16〜17歳の友人たちによって結成された。結成メンバーは、リードボーカル兼ギタリストのオウェイン・デイヴィス、ギタリスト兼キーボーディストのアンディ・ライト、ベーシストのショーン・フェレデイ、ドラマーのジョンの4人組である。
バンドは当初、地元のパブでカバー演奏を行い、地元のバンドコンテストにも参加していた。しかし、観客がわずか3人しかいないこともあり、評価はあまり芳しくなかった。その後、メンバーは自宅の地下室や寝室で安価な機材を使用して音楽制作を始め、1999年から2000年にかけて1st EP『D>E>A>T>H>M>E>T>A>L』を自主制作した（ジャケットには吉住渉の少女漫画『ミントな僕ら』のコラージュが使用されている）。このEPは2000年6月18日に完成し、約30枚のCD-Rが制作され、友人に配布されたほか、ロンドンのレコードレーベル「フィアース・パンダ・レコード」にも送られたが、大きな反響は得られなかった。
2001年、バンドは活動停止を決定。メンバーたちはそれぞれ異なる道を選んだ。バンド解散後、ギターボーカルのオーウェンはゲーム業界を経て教師に転向した。キーボードのアンディは他のバンドに携わりながらオーディオ・エンジニアの仕事を続けた。ベースのショーンは樹医となり、ドラムのジョンは軍隊に入隊して他のメンバーとの連絡を絶った。

### 2016年-2020年: 4chanでの再発見と捜索活動
2016年7月21日、オックスファムのリサイクルショップでパンチコのEP『D>E>A>T>H>M>E>T>A>L』が匿名ユーザーによって発見され、匿名掲示板・4chanの音楽板「/mu/」にジャケット写真と音源が共有された。音源はディスクの経年劣化で音質が大きく歪んでいたが、かえってこれがバンドへの興味関心を集めた。4chanユーザーは掲示板上でバンドの情報を求めたものの、メンバーのファーストネームとリリース年しか記載されておらず、それ以上の情報は得られなかった。この匿名ユーザーはすぐに姿を消してしまうが、この投稿をきっかけにパンチコはロストウェイヴの一例としてインターネット上でカルト的な人気を獲得する。
その後、リスナーはリッピングした音源をファイル共有サイトのMEGAに再アップロードし、2017年には奇妙な音楽や映像をアーカイブする「Dismiss Yourself」というYouTubeアカウントが音源を拡散したことで人気が一気に拡大した。一方、あるRedditユーザーは「4ちゃんねらーが自作したアルバムだろう」と述べ、別のユーザーは「実際の年代よりも最近作られた偽物ではないか」という陰謀説を唱えた。この現象についてBandcampは「インターネット最大の音楽ミステリーのひとつ」「これは正真正銘の90年代の骨董品なのか? インターネットに精通したティーンエージャーが仕掛けたいたずらなのか? それともヴェイパーウェイヴの精神にのっとった、ノスタルジアをテーマとしたインターネット実験なのか?」と評した。
再発見から4年後の2020年1月19日、Discordに集まった熱心なファンの捜索により、ノッティンガムにあるリサイクルショップがジャケットのバーコードから特定され、その地域に住む「オウェイン」という名のミュージシャンが捜索された。1月22日には、リードシンガーのオウェイン・デイヴィスのFacebookが発見され、彼とのコンタクトが取られた。そこで初めてバンドの人気を知ったオウェインは、すぐに元メンバーのアンディらと連絡を取り、バンドをめぐる状況に全員が驚愕した。メンバーはバンドの人気を知らなかったが、ファンの期待に応えるべくアンディの主導で過去音源の復元とリマスターが進められた。

オウェインは連絡を受けた直後、Discordのパンチコ・コミュニティ「Panchikord」に次のコメントを発表している。

### 2020年-現在: 再結成・再発・ツアー
2020年2月、リマスター版の『D>E>A>T>H>M>E>T>A>L』がBandcamp、CD、レコード、カセットで再リリースされた。このバージョンには未発表EP『Kicking Cars』のトラックから3曲、4chanに投稿されたROT版から4曲が追加で収録された。これに続いて、未発表デモを収録した『Ferric Oxide (Demos 1997-2001)』や新曲を含むコンピレーション・アルバムなどを次々とリリースした。
2021年8月、メンバーが再集結し、新メンバーとしてギタリストのロブ・ハリスとドラマーのジョン・スコフィールドが加わった。そして2021年12月5日、解散以来20年ぶりとなるライブを故郷のノッティンガムで行い、約400人の観客の前で演奏した。
2022年にはアメリカを舞台にした初のツアーに乗り出し、テキサス州のサウス・バイ・サウスウエスト（SXSW）にも出演した。2023年5月5日には、正式な1stスタジオ・アルバム『Failed at Math(s)』をリリースし、同年に2度目となるアメリカツアーを行った。
2024年9月現在、パンチコの月間リスナー数は、Spotifyだけで100万人を超えている。

## メンバー
現メンバー
- オウェイン・デイヴィス - ボーカル、ギター、サンプリング、プロデュース、作詞 (1997–2001, 2020–現在)
- アンディ・ライト - ギター、キーボード、サンプリング、エンジニアリング、プロデュース、作詞 (1997–2001, 2020–現在)
- ショーン・フェレデイ - ベース、エフェクト (1997–2001, 2020–現在)
- ロブ・ハリス - ギター (2021–現在)
- ジョン・スコフィールド - ドラム、パーカッション (2021–現在)

旧メンバー
- ジョン[1]

## ディスコグラフィ

### スタジオ・アルバム
- Failed at Math(s) (2023年)
- 『ギンコ』 - Ginkgo (2025年)

### EP
- D>E>A>T>H>M>E>T>A>L (2000年)

### コンピレーション・アルバム
- D>E>A>T>H>M>E>T>A>L (2020年) ※リマスター、再発盤
- Ferric Oxide (Demos 1997–2001) (2020年)
- D>E>L>U>X>E>M>E>T>A>L (2020年)